# Temple, Texas
Temple là một thành phố thuộc quận Bell, tiểu bang Texas, Hoa Kỳ. Năm 2010, dân số của xã này là 66102 người.

## Dân số
- Dân số năm 2000: 54514 người.
- Dân số năm 2010: 66102 người.